# Nationalpark Taganai
Der Nationalpark Taganai (russisch Национальный парк Таганай, Nazionalny park Taganai) ist ein russischer Nationalpark in der Oblast Tscheljabinsk. Er liegt im südlichen Ural nahe der Stadt Slatoust, etwa 150 km westlich der Gebietshauptstadt Tscheljabinsk. Der Nationalpark wurde am 5. März 1991 gegründet. Den Namen gab der Gebirgszug Taganai – ein Ausläufer des Uralgebirges, der durch den Nationalpark verläuft.

## Charakteristika
Der Park liegt am nordöstlichen Stadtrand von Slatoust und dehnt sich von Norden nach Süden über 52 km und von Westen nach Osten zwischen 10 und 15 km aus. Die Fläche des Nationalparks beträgt 568 km² und ist zu 93 % mit Wald bedeckt. Drei Prozent der Fläche verfallen auf Brachland, weitere zwei Prozent auf Höfe im Park. Die Dichte an Wander- und Forstwegen ist nicht hoch. Insgesamt ziehen sich etwa 170–180 km Wege und Pfade durch den Park. Forstwirtschaftliches Gerät lässt sich nur während der Frostperiode im Winter oder nach langer Trockenheit einsetzen. Die Weltnaturschutzunion IUCN ordnet den Park der Kategorie II zu.

## Etymologie
Der Name des Nationalparks leitet sich von den ihn durchziehenden Bergketten ab. Das Wort Taganai (russisch Таганай) hat seine Ursprünge wahrscheinlich in der baschkirischen Sprache und leitet sich von den Wörtern таған (deutsch Stütze, Ständer, (Unter)Gestell) und ай (deutsch Mond). Dementsprechend ließe sich Taganai wie Stütze des Mondes übersetzen.
Eine andere Erklärung hält die ebenfalls baschkirische Wendung тыуған ай тау für ausschlaggebend. Das Wort тыуған bedeutet (deutsch aufsteigend), тау (deutsch Berg). Dementsprechend ließe sich diese Wendung wie Berg des aufsteigenden/jungen Mondes übersetzen.

## Relief
Nationalpark wird von mehreren Gebirgszügen durchzogen. Der größte ist der Große Taganai (Большой Таганай), der sich zentral von Nordosten in südwestliche Richtung durch den Park zieht. In dessen Umgebung gibt es mehrere wesentlich kleine Bergketten: Im südlichen Teil verlaufen an der westlichen Seite parallel der Mittlere Taganai (Средний Таганай) und der Kleine Taganai (Малый Таганай). Nördlich des Hauptgebirgszugs schließt sich im Nordosten der Jurma (Юрма) an. Östlich davon liegt der Izyl (Ицыл), der zusammen mit dem Ural die östliche Grenze des Parks bilden. Ebenfalls parallel zum Großen Taganai aber südwestlich von ihm verlaufen die Gebirgszüge Mys (Мыс) und Nasminski (Назминский). An der westlichen Grenze des Nationalparks verläuft der Tschernoretschenski-Gebirgszug (Чернореченский). Die höchste Erhebung des Parks ist der Berg Krugliza mit 1178 m.
Folgende weitere Gipfel befinden sich im Nationalpark (über 1000 m):
| Name                                            | Lage                 | Höhe   | Gebirgszug, Besonderheit                                              | Bild                            |
| ----------------------------------------------- | -------------------- | ------ | --------------------------------------------------------------------- | ------------------------------- |
| Krugliza (Круглица)                             | 55° 19′ N, 59° 50′ O | 1178 m | Großer Taganai                                                        | Gipfel des Krugliza             |
| Otkliknoi Greben (Откликной Гребень)            | 55° 18′ N, 59° 49′ O | 1155 m | Großer Taganai                                                        | Gipfel des Otkliknoi Greben     |
| Dalni Taganai (Дальний Таганай)                 | 55° 22′ N, 59° 54′ O | 1112 m | Großer Taganai, Bergstation auf dem Gipfel in der alten Wetterstation |                                 |
| Izyl (Ицыл) (Nordgipfel)                        | 55° 20′ N, 59° 58′ O | 1068 m | Izyl                                                                  |                                 |
| Izyl (Ицыл) (Südgipfel)                         | 55° 20′ N, 59° 58′ O | 1049 m | Izyl                                                                  |                                 |
| Dwuglawaja Sopka (Двуглавая сопка) (Nordgipfel) | 55° 16′ N, 59° 47′ O | 1041 m | Großer Taganai                                                        | Nordgipfel des Dwuglawaja Sopka |
| Dwuglawaja Sopka (Двуглавая сопка) (Südgipfel)  | 55° 16′ N, 59° 47′ O | 1034 m | Großer Taganai                                                        | Südgipfel des Dwuglawaja Sopka  |
| Montblanc (Монблан)                             | 55° 16′ N, 59° 52′ O | 1033 m | Kleiner Taganai                                                       |                                 |
| Jurma (Юрма)                                    | 55° 29′ N, 59° 59′ O | 1002 m | Jurma                                                                 |                                 |

## Klima

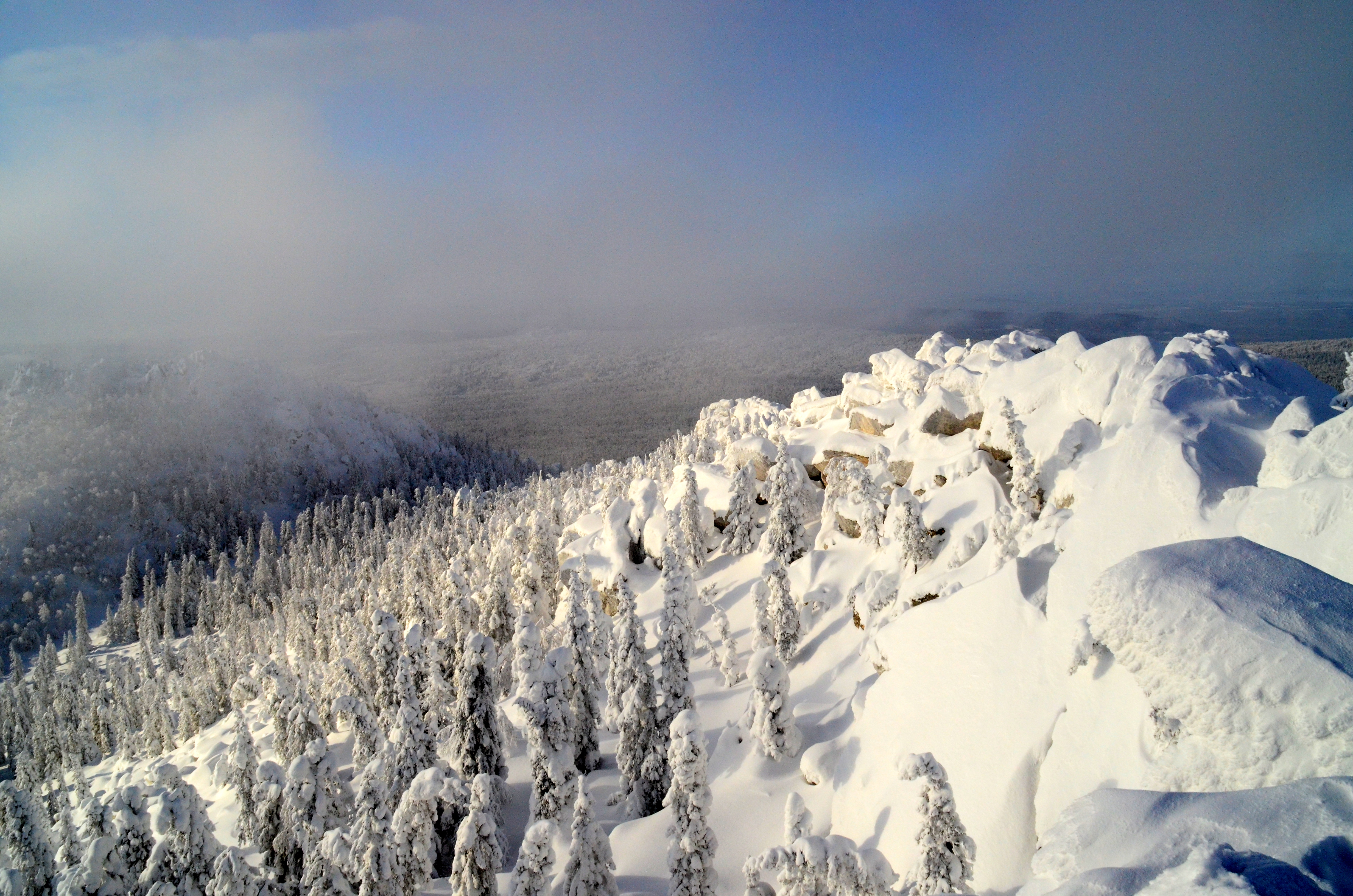
Blick vom Nordgipfel des "Dwuglawaja Sopka" im Januar

Das Klima ist kontinental und daher über das Jahr mit großen Temperaturunterschieden verbunden. Die Winter sind lang: Der erste Schnee fällt im Schnitt am 9. November, liegt zwischen 160 und 190 Tagen und taut wieder am 8. April. Die frostfreie Zeit dauert jährlich zwischen 70 und 105 Tage. Das Klima auf den Berggipfeln unterscheidet sich natürlich stark von dem in den Tälern. Im Jahresdurchschnitt ist die Temperatur auf dem Berggipfel um etwa 3 Kelvin geringer als in den Tälern, die Frostperiode dauert etwa einen Monat länger Stürme und Schneestürme kommen sehr viel häufiger vor. Die jährliche Niederschlagsmenge beträgt zwischen 500 und 1000 mm.
Seit dem 20. August 1932 existiert auf dem Berg Dalni Taganai auf einer Höhe von 1108 m eine Wetterstation. Sie war bis zu ihrer Auflösung 2005 die höchste Wetterstation im Ural. Die höchste jemals gemessene Temperatur betrug 38 °C, die geringste −50 °C. Heute dient die alte Wetterstation als Bergstation, in der Wanderer übernachten können.

## Hydrologie

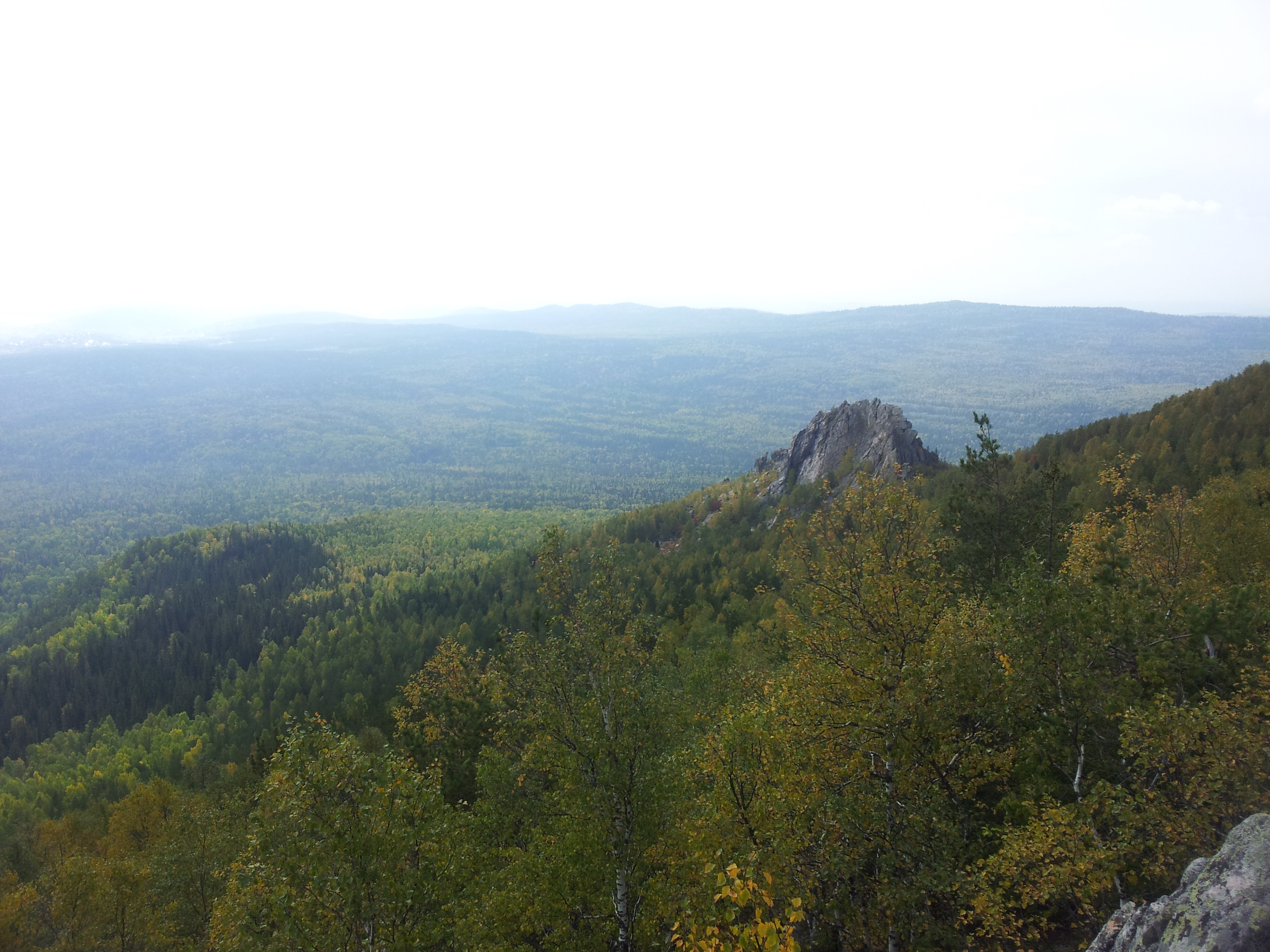
Blick über Wälder im Süden des Nationalparks

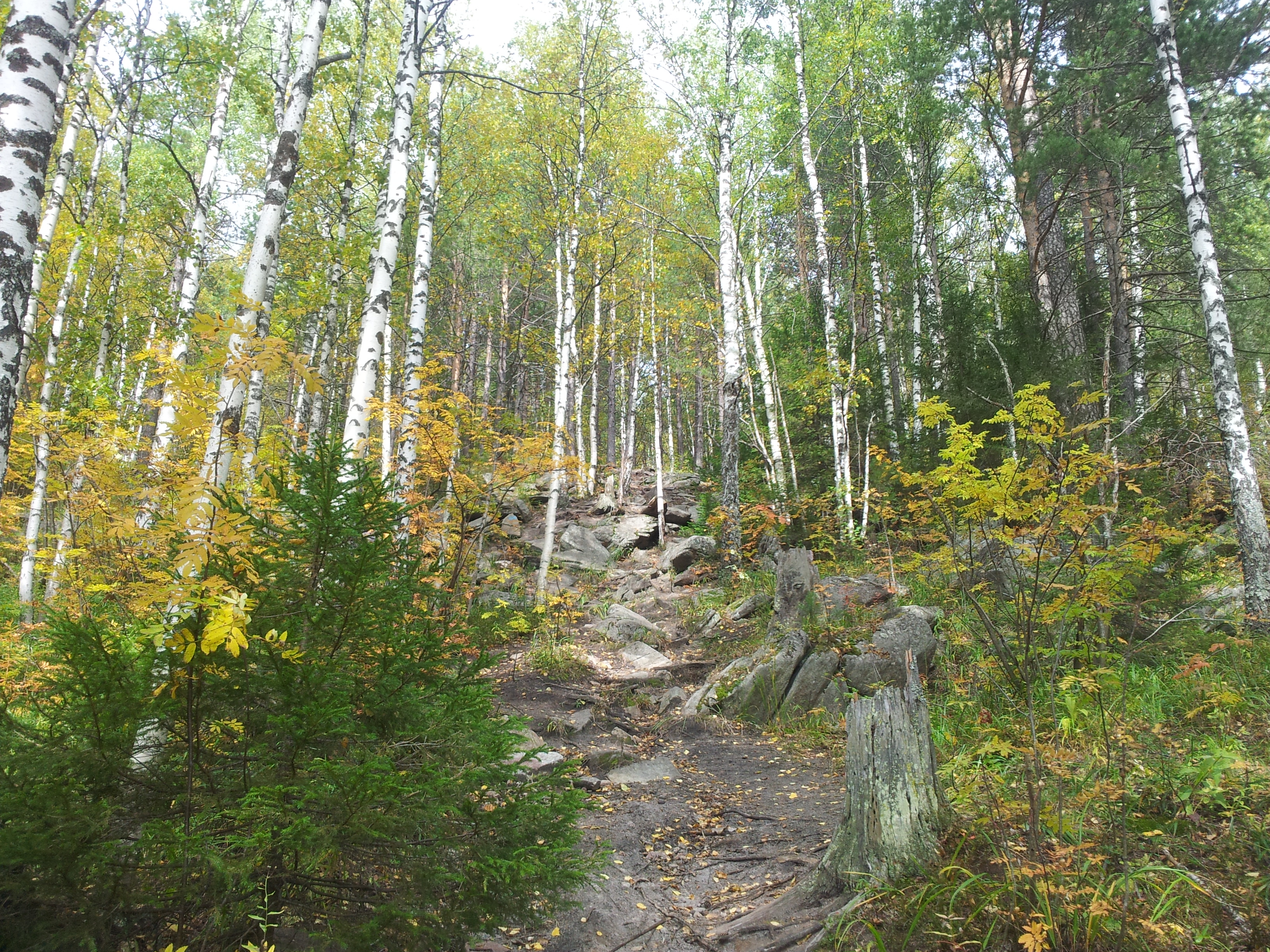
Birkenmischwald am Südwesthang des "Dwuglawaja Sopka"

Durch den Park verläuft der namensgebende Gebirgszug Taganai, der als Teil des südlichen Urals gleichzeitig die Wasserscheide zwischen den Flusssystemen der Wolga auf europäischer Seite und dem Ob auf asiatischer Seite darstellt. Insgesamt 54 Hektar des Parks sind mit Wasser bedeckt. Darunter 16 kleine Flüsse und Gebirgsbäche. Der längste Fluss ist der 46 km lange Große Kialim, der im Park entspringt und in der Nähe von Karabasch in den Miass mündet. Der zweitlängste Fluss, die Große Tesma, wird am südwestlichen Rand des Parks seit Mitte der 1970er Jahre zur Trinkwassergewinnung aufgestaut. Aus dem Reservoir wird rund ein Drittel des Trinkwasserbedarfs der Stadt Slatoust gedeckt. Das Staubecken gehört jedoch nicht mehr zum Gebiet des Nationalparks.

## Flora
Der Park befindet sich in der Übergangsregion zwischen zwei Vegetationszonen: dem Borealen Nadelwalds (Taiga) und des Sommergrünen Laubwaldes, dessen östlichste Ausläufer von europäischer Seite hier enden. Im Nationalpark wurden bisher 743 verschiedene Pflanzen registriert, davon etwa 30 Baumarten.
Unter den Bäumen dominieren die Sibirische Fichte und die Sibirische Tanne, die besonders in den etwas feuchteren westlichen und zentralen Teilen des Parks Wälder bilden (sog. dunkle Taiga). Im etwas trockeneren östliche Teil des Parks bilden Waldkiefern und Hängebirken Mischwälder, die stellenweise einen hohen Anteil an Sibirischen Lärchen aufweisen (helle Taiga). Im nordwestlichen Teil des Parks gibt es an den Südwesthängen Laubwälder, in denen besonders Spitzahorn, Bergulmen und Winterlinden, seltener auch Haselsträuche vorkommen. Vor mehreren zehntausend Jahren bedeckten diese Wälder weite Teile des Parks die heute mit dunkler Taiga bewachsen sind.
Die Baumgrenze liegt im Park auf Grund der borealen Lage zwischen lediglich 600–900 m. In Gruppen sind Kruppelwuchsformen von Nadelbäumen anzufinden. Nach der Baumgrenze wachsen in der Krautschicht verschiedene kleine Sträucher, wie der Zwerg-Wacholder, Mehlbeeren- oder Heidelbeerensträucher und Süßgräser. An den Hängen gibt es teils große Blockhalden und kleinere Bergwiesen.
Auf den Berggipfeln, die großflächig durch Geröll bedeckt und nur wenig bewachsen sind, kommt extrazonal die Vegetationsform der Bergtundra vor. Zwergsträucher wie die Netz-Weide oder die Alpen-Bärentraube und Kräuter wie die Frühlingsmiere, Knöllchen-Knöterich oder Felsen-Segge sind hier anzutreffen.
Die azonalen Sumpfflächen haben mit nur 14 Hektar einen kleinen Anteil an der Parkfläche. Dennoch sind sie für die Pflanzenwelt von hoher Bedeutung, denn hier kommen etwa 19 % der Pflanzenarten des Schutzgebiets vor – so zum Beispiel die unter Schutz stehenden Rund- und der Langblättrigen Sonnentau oder aber verschiedene Beerenarten wie Moos- oder Rauschbeeren.

## Fauna
Im Nationalpark leben 56 Säugetierarten (darunter Fischotter, Feuerwiesel, Hermeline, Eurasischer Wölfe, Braunbären und Elche), 181 Vogelarten, sechs Reptilienarten, vier Amphibienarten und neun Fischarten (darunter der knochenlose Fisch Taimen). Des Weiteren wurden bisher etwa 1000 verschiedene wirbellose Tiere registriert. Unter ihnen sind verschiedene Schmetterlinge und die sehr seltene Große Sägeschrecke.

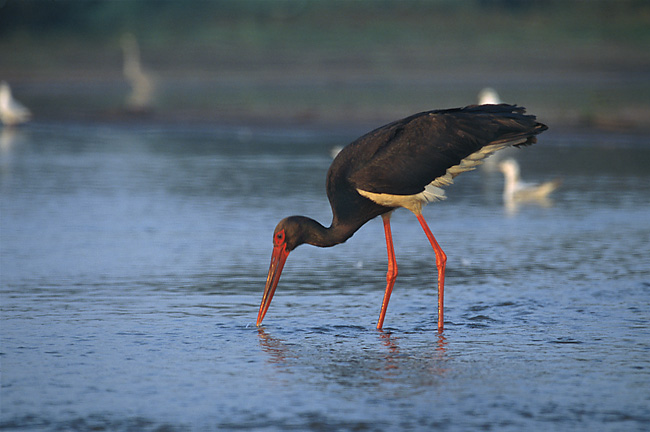
Schwarzstorch
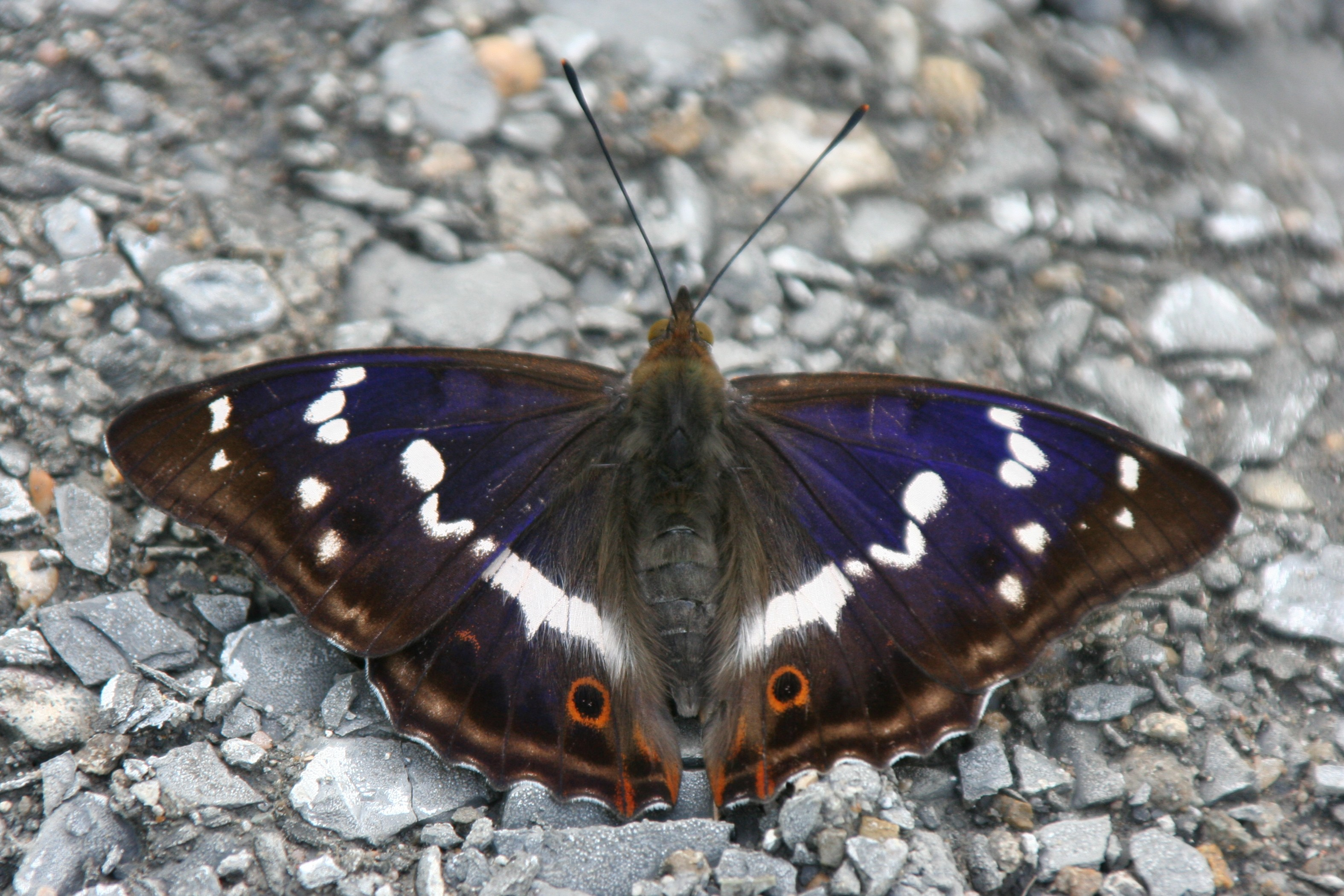
Großer Schillerfalter
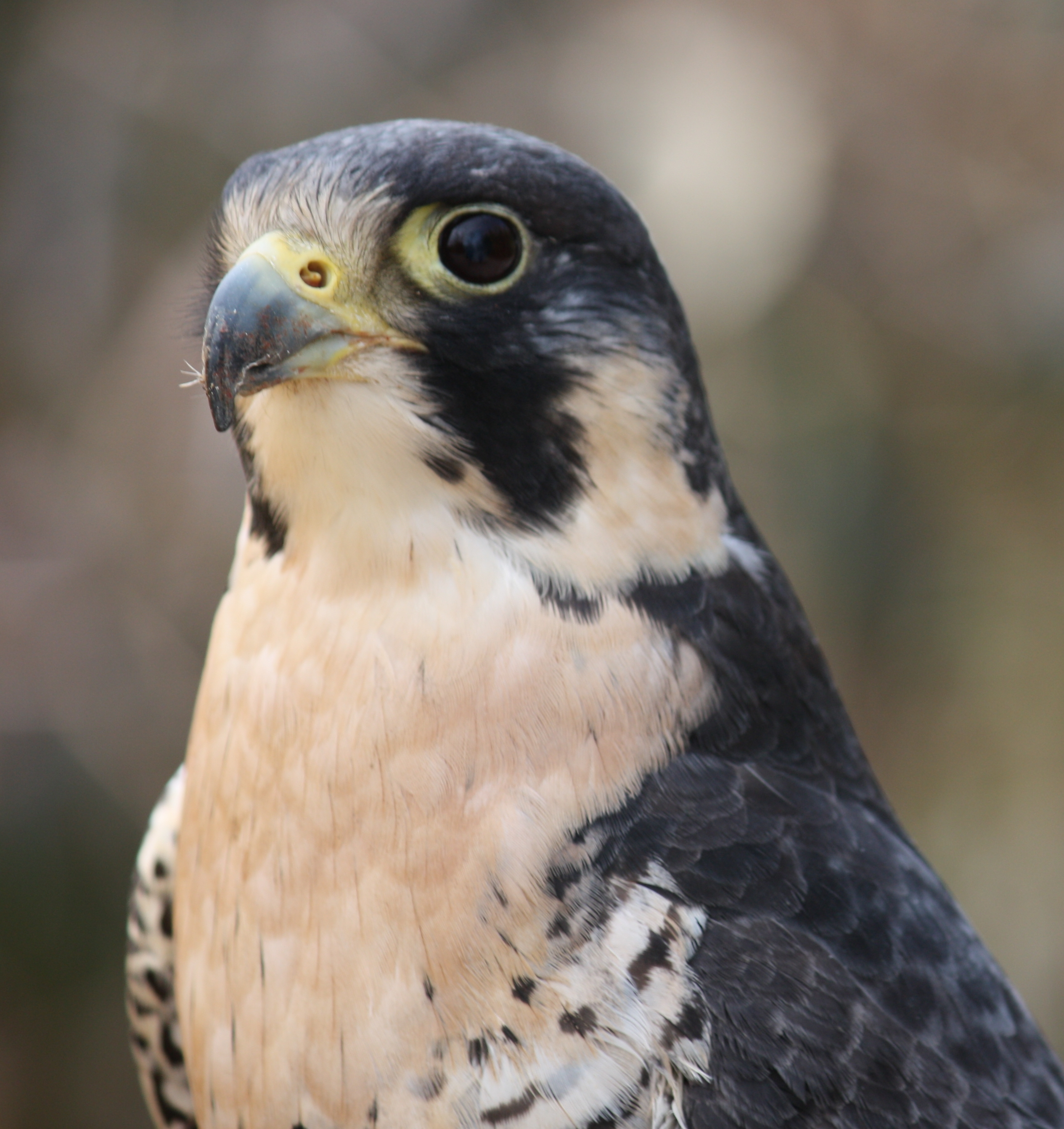
Wanderfalke
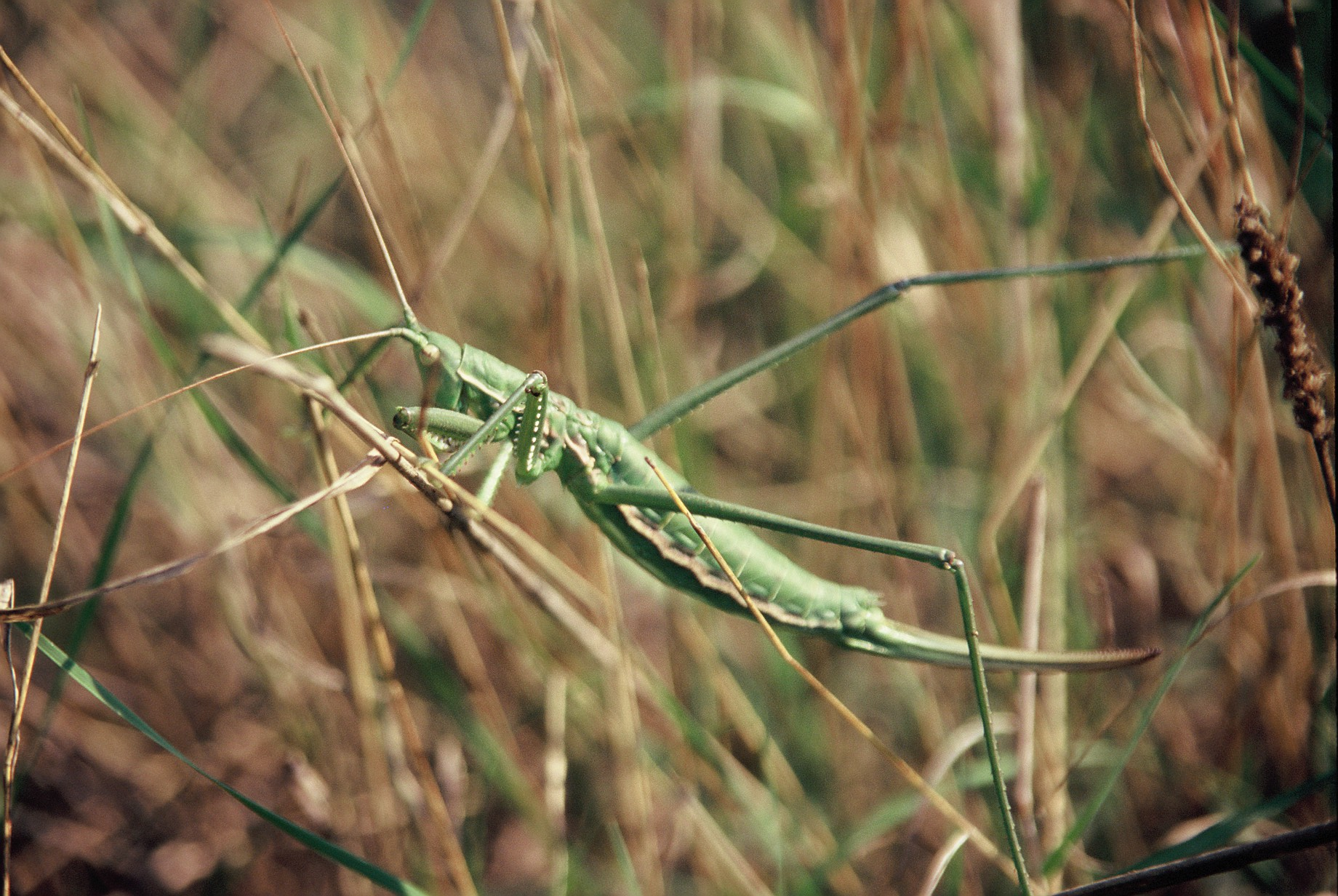
Große Sägeschrecke
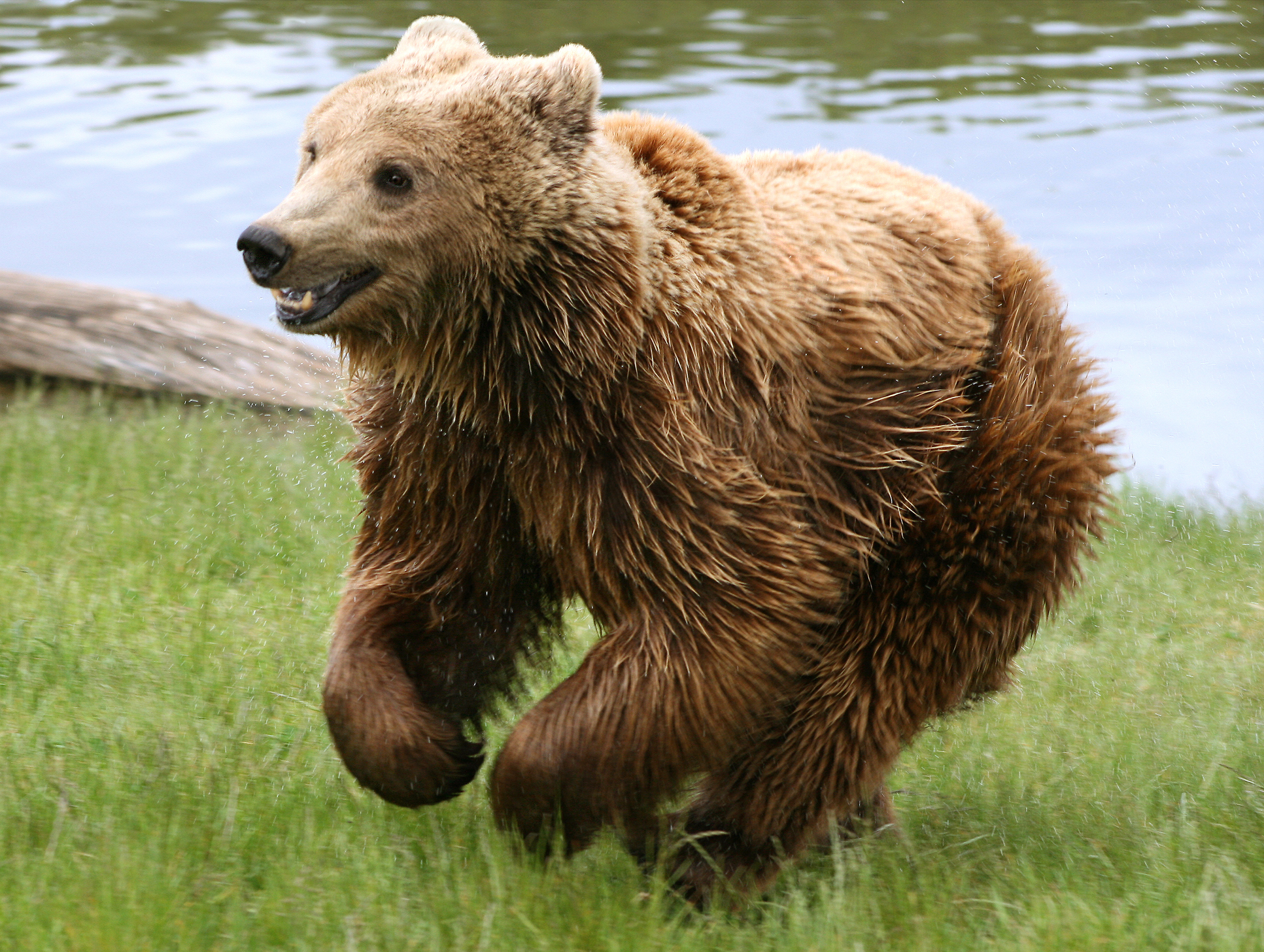
Braunbär
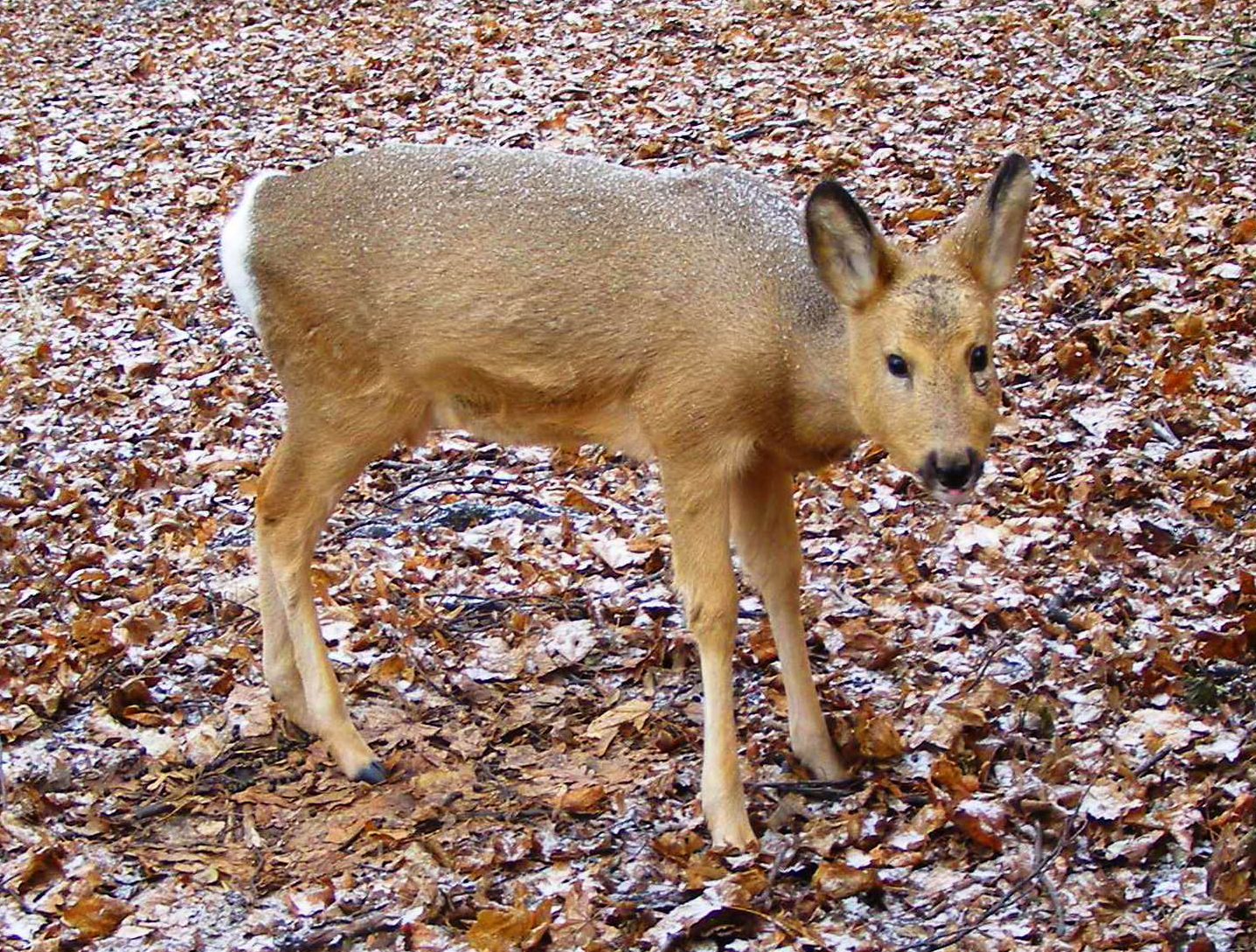
Sibirisches Reh

## Tourismus
Die Zahl der Touristen hat sich in den letzten Jahren kontinuierlich erhöht und erreichte 2013 die Rekordmarke von etwa 80.000. Mehr als die Hälfte der Parkbesucher kommt aus der das Schutzgebiet umgebenden Tscheljabinsker Oblast, 13 % der Besucher kommen aus dem Föderationskreis Ural und weitere 16 % aus dem übrigen Russland. Der Anteil ausländischer Gäste liegt bei etwa einem Prozent.
Über das Gelände des Nationalparks verteilt existieren fünf Unterkünfte in Form von Hütten, in denen übernachtet und je nach Beschaffenheit gekocht werden kann. Das Zelten und längere Rasten ist nur an ausgewählten Plätzen erlaubt.

### Verkehrsanbindung
Der zentrale Eingang zum Nationalpark liegt seiner Südseite im Slatouster Stadtviertel Puschkinski (Lage). Er ist mit dem Auto nach Durchfahren des Stadtgebietes zu erreichen. Der Bahnhof Slatoust liegt etwa 4 km vom Eingang des Parks entfernt. Aus Tscheljabinsk fahren täglich Fernzüge ohne Zwischenhalt und Elektritschkas nach Slatoust. Die Nationalparkverwaltung befindet sich in Slatoust.

### Veranstaltungen
Jährlich finden folgende Veranstaltungen auf dem Gelände des Nationalparks statt:
- Skilanglauf-Wettbewerb „Loipe in die Wolken“ (Лыжня за облака): Der Wettkampf findet am dritten Wochenende im Februar über die Distanzen 10 km und 35 km. (seit 1993)[17]
- Festival der Liedermacher „Schwarzer Felsen“ (Черная скала): Das Festival dauert drei Tage und liegt traditionell auf dem dritten Wochenende im Juni. Es findet unter freiem Himmel, naher der namensgebenden Felsformation statt. (seit 1999)[18]
- Marathonlauf „Lauf in die Wolken“ (Забег за облака): Ein Crosslauf durch den Nationalpark, der jährlich Ende August über die Distanzen 10 km, 30 km oder 42 km (mit 1400 Höhenmetern auf der Marathondistanz). (1991–1993 und seit 1999)[19]